# Grammia destigmata
Grammia destigmata är en fjärilsart som beskrevs av Lingonblad 1944. Grammia destigmata ingår i släktet Grammia och familjen björnspinnare. Inga underarter finns listade i Catalogue of Life.